# Crystallaria cincotta
Crystallaria cincotta è un pesce d'acqua dolce, appartenente alla famiglia Percidae.

## Distribuzione e habitat
Questa specie, di recente scoperta, è stata localizzata solamente nelle acque dell'Elk River in Virginia Occidentale. Abita acque basse a media velocità, con un fondo misto di sabbia, ciottoli e depositi fluviali organici.

## Descrizione
Raggiunge una lunghezza di 7 cm.

## Studi
A Knoxville nel Tennessee è stato istituito il Conservation Fisheries Inc. dove sono conservati esemplari vivi delle specie in pericolo Crystallaria cincotta poiché essa è così sensibile alle interferenze che viene osservato esclusivamente attraverso un monitor, per evitare cambiamenti chimici all'acqua e conseguenti stress agli esemplari.